# Narragansett-Sprache
Die Narragansett-Sprache (auch Narraganset) ist eine Algonkin-Sprache, die bis ins 19. Jahrhundert von der Ethnie der Narragansett im heutigen USA-Bundesstaat Rhode Island gesprochen wurde. Sie ist vor allem durch einen Sprachführer von Roger Williams aus dem Jahre 1643 dokumentiert.

## Abgrenzung von anderen Algonkin-Sprachen

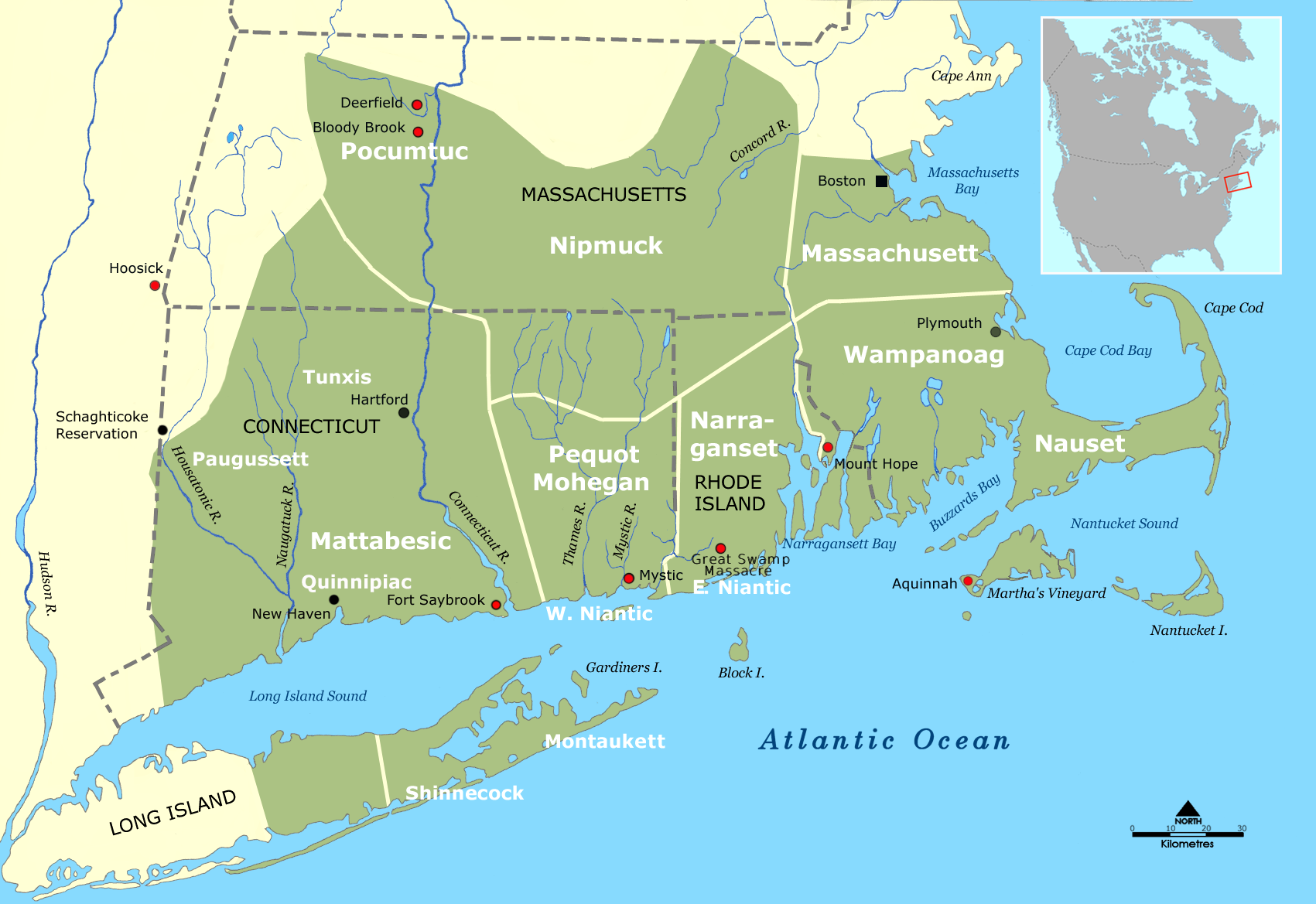
Siedlungsgebiete der Ethnien mit Südlichen Neuengland-Algonkinsprachen Anfang des 17. Jahrhunderts

Narragansett gehört innerhalb der östlichen Algonkin-Sprachen zu den Südlichen Neuengland-Algonkinsprachen (Southern New England Algonquian, SNEA). Eng verwandt ist in erster Linie das Pequot-Mohegan der Pequot, Mohegan, Niantic und Montaukett, die wie die Narragansett „Y-Dialekte“ sprachen und so angenommenes Ur-Ost-Algonkin *r als y [⁠j⁠] realisierten. Nahe verwandt ist auch die Massachusett-Sprache der Massachusett und Wampanoag im Gebiet von Massachusetts, die allerdings als „N-Dialekt“ den entsprechenden Laut als n realisiert. Bei beiden Dialektgruppen gibt es jedoch eine Tendenz zur Nasalisierung von Vokalen. Das Munsee der Lenape ist dagegen ein „R-Dialekt“ und Nipmuck ein „L-Dialekt“. So ist das Wort für „Hund“ (Ur-Ost-Algonkin *arum) auf Narragansett ayim und auf Mohegan ayum, auf Massachusett dagegen annúm und auf Nipmuck alùm.

## Geschichte
Die Narraganset gehörten zu den ersten Ethnien Nordamerikas, die mit den englischen Siedlern Anfang des 17. Jahrhunderts in Kontakt kamen. Von der verheerenden Epidemie 1616 bis 1619 bei den Wampanoag waren die Narraganset auf Grund ihrer relativen Isolation auf den Inseln von Narragansett Bay nicht betroffen. Nach der annähernden Ausrottung der Pequot durch die englischen Siedler im Pequot-Krieg war deshalb das Narragansett einige Jahrzehnte die meistgesprochene Sprache des südlichen Neuenglands. Diese Situation endete mit der weitgehenden Ausrottung der Ethnie durch die Engländer in „König Philips Krieg“, wobei von etwa 6000 Narraganset vor dem Krieg weniger als 500 übrig blieben, während etwa 3000 starben, 1500 versklavt wurden und 1000 bei anderen Ethnien (Mohegan, Pequot, Oneida) Zuflucht fanden, wo sie die dortigen Sprachen übernahmen. Die in Rhode Island verbliebenen Narragansett wurden mehrheitlich in einem Reservat bei Charlestown angesiedelt, dessen Umfang mit der Zeit immer mehr verkleinert wurde. Im Laufe der Zeit übernahmen sie die englische Sprache, während die indigene Sprache ausstarb. Angehörige der Ethnie leben bis heute dort; 1975 bekamen sie etwas Land zurück. Über den Zeitpunkt des Aussterbens der Narragansett-Sprache gibt es keine Angaben.

## Sprachdenkmäler und Rekonstruktion der Sprache
Roger Williams, der 1636 mit Glaubensbrüdern auf der Flucht vor Verfolgung durch die Puritaner der Massachusetts Bay Colony den Narragansett Land abkaufte und die Providence Plantation von Rhode Island gründete, beherrschte die Sprache und beschrieb sie in einem 1643 erschienenen Sprachführer A Key into the Language of America (dt.: Schlüssel zur Sprache Amerikas). Williams führt unter anderem den Stammesnamen Nanhigganeuck an, doch gibt er als hauptsächliche Grundlage seines Sprachführers, der als „Hilfe zur Sprache der Eingeborenen in dem Neuengland genannten Teil Amerikas“ gedacht ist, den Narrogánset-Dialekt an. Da Roger Williams für die Gläubigentaufe und Religionsfreiheit eintrat und deshalb Massentaufen und Zwang gegen die Indigenen ablehnte, wurden in Rhode Island anders als bei den Natick- und Wampanoag-Indianern in Massachusetts keine Gebetsstädte eingerichtet. So gab es auch keine umfassende Alphabetisierung der Indigenen, weshalb es kaum weitere schriftliche Zeugnisse der Sprache gibt und man bei ihrer Rekonstruktion weitgehend auf Williams’ Sprachführer angewiesen ist. Nach Einschätzung des indigenen Sprachforschers Frank Waabu O’Brien (Moondancer), der die Narragansett-Sprache für den Aquidneck Indian Council unterrichtet, hat der Narragansett-Sprachführer jedoch einen großen Vorteil gegenüber den so viel umfangreicheren Texten in der Massachusett-Sprache: Es handelt sich um Dialogsituationen, die dem realen Sprachgebrauch und kulturellen Hintergrund der Indigenen wesentlich näher kommen als die Bibelübersetzung und die religiösen Traktate von John Eliot. Moondancer arbeitet an einem Wiederbelebungsprogramm (Massachusett-Narragansett Revival Program), das auf Grund der Ähnlichkeit der Idiome von einer gemeinsamen „Massachusett-Narragansett-Sprache“ ausgeht. Er betont, dass Narragansett in ganz Neuengland verstanden wurde und Experten Massachusett und Narragansett als Dialekte einer Sprache betrachten, so wie es auch in den Formulierungen in Williams’ Sprachführer zum Ausdruck kommt. Wie er in einem Diagramm darlegt, sind dabei die Sprachdenkmäler beider Idiome für die Rekonstruktion dieser Sprache nützlich.

## Lehnwörter im Englischen
Eine Anzahl englischer Begriffe stammen wahrscheinlich aus der Narraganset-Sprache, wobei sie ihren Ursprung auch aus den nahe verwandten Nachbarsprachen mit annähernd gleicher Lautung haben könnten. Hierzu gehören zum Beispiel quahog (Nördliche Venusmuschel: Mercenaria mercenaria), papoose (indianischer Säugling), powwow (indianisches Fest), squash (Kürbisart) und succotash (Gericht aus Bohnen und Mais), wie auch die Begriffe sachem (Häuptling) und wampum (Schmuckband, das auch als Währung diente).